# Кировская, Ираида Алексеевна
Ираида Алексеевна Кировская (род. 1938) — советский и российский учёный-химик и педагог, специалист в области физической химии, доктор химических наук (1989), профессор (1991). Заслуженный деятель науки Российской Федерации (1994).

## Биография
Родилась 10 февраля 1938 года в посёлке Тальменка Алтайского края.
С 1955 по 1960 год обучалась на химическом факультете Томского государственного университета, с 1960 по 1963 год обучалась в аспирантуре по кафедре физической и коллоидной химии этого университета. С 1963 года на педагогической работе на химическом факультете Томского государственного университета в должностях — ассистента, с 1964 года — доцента и с 1971 по 1979 год — заведующая кафедрой физической и коллоидной химии этого факультета. С 1980 года на педагогической работе в Омском государственном техническом университете в должности заведующего кафедрой физической и коллоидной химии и профессора кафедры химической технологии и биотехнологии Нефтехимического института.
В 1964 году И. А. Кировская защитила диссертацию на соискание учёной степени кандидат химических наук, в 1997 году — доктор химических наук по теме: «Исследование физико-химического состояния реальной поверхности группы алмазоподобных полупроводников: (Каталит., адсорбцион. и др. свойства)» в МГУ. В 1966 году приказом ВАК ей было присвоено учёное звание доцент, в 1991 году — профессор по кафедре физической химии. Действительный член РАЕН и председатель Омского областного отделения этой академии с 1997 года.

## Научно-педагогическая деятельность
Основная научная деятельность И. А. Кировской была связана с вопросами в области физической химии поверхности твердого тела. С 1971 года является участницей весомых государственных научно-технических программ, координационных планов и народнохозяйственных проектов в ключевых научно-исследовательских работах АН СССР и РАН, итогом этих научных исследований стала разработка новых эффективных катализаторов и материалов, новых устройств и приборов, нашедших своё применение в химической, электронной, радио-электронной и оборонной сферах промышленности. Основная библиография: монографии «Катализ. Полупроводниковые катализаторы» (2004), «Твердые растворы бинарных и многокомпонентных полупроводниковых систем» (2010; Омск: ISBN 978-5-8149-0823-0), «Поверхностные свойства бинарных алмазоподобных полупроводников» (2012; Омск: ISBN 978-5-8149-1245-9), «Адсорбенты на основе систем типа AIIBVI- AIIBVI — материалы для полупроводникового газового анализа» (2018; Омск: ISBN 978-5-7692-1588-9), учебники «Коллоидные растворы» (2004), «Химическая термодинамика. Растворы» (2008; Омск: ISBN 978-5-8149-0610-6), «Дисперсные системы и поверхностные явления» (2011; Омск: ISBN 978-5-8149-1150-6), «Растворы. Молекулярные и ионные растворы» (2020; Омск: ISBN 978-5-8149-3073-6). И. А. Кировская является автором более 800 научных трудов, в том числе тридцати монографий и учебников для вузов, а также семидесяти патентов на изобретения, ей было подготовлено около 38 кандидатов и докторов наук.
28 июня 1994 года Указом Президента России «За заслуги в научной деятельности» И. А. Кировская была удостоена почётного звания Заслуженный деятель науки Российской Федерации.

## Награды
- Заслуженный деятель науки и техники Российской Федерации (28 июня 1994) — за заслуги в научной деятельности[5]
- Премия имени Д. И. Менделеева[1][3]
- Почётный работник высшего профессионального образования Российской Федерации[1]